# Partito (araldica)
Partito è un termine utilizzato in araldica per indicare uno scudo diviso per metà da una linea verticale passante per il centro. 
In molti casi, il partito non costituisce l'arma originale, ma può essere l'unione di due armi congiunte nello stesso scudo, come segno di alleanza o di dipendenza. Casi di questo genere sono spesso riconoscibili perché nella partizione originale rimangono delle figure tagliate verticalmente che sembrano uscire dalla linea di partizione. Tre esempi sono gli stemmi delle città di Glorenza, Achern e Ultimo.
Se uno dei due settori del partito è troncato, si ottengono le partizioni semitroncato partito (se si tratta del settore di destra) o partito semitroncato (se si tratta del settore di sinistra).
Casi particolari del partito sono l'addestrato (o partito a destra) o il sinistrato (partito a sinistra), il partito ripartito (la prima partizione è a sua volta partita), il partito di 2 (cioè l'interzato in palo), il partito di 2 e troncato di 1 (che origina 6 campi distinti) e così via.

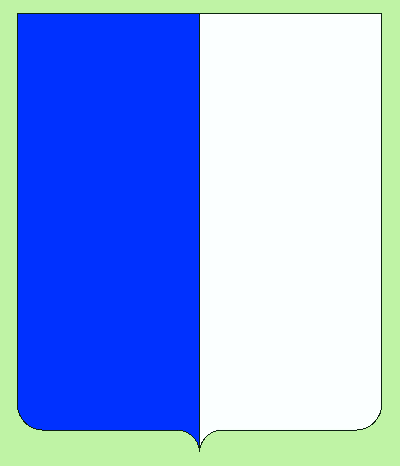
Partito d'azzurro e d'argento
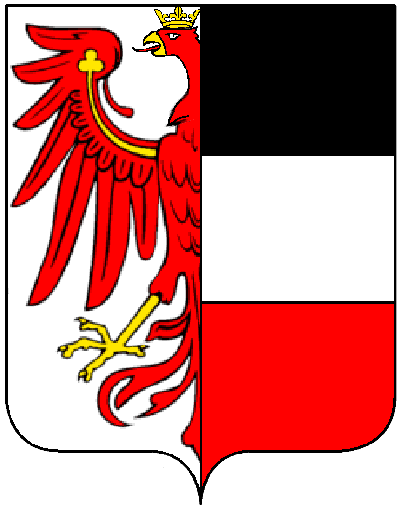
Stemma di Glorenza (partito: nel 1º d'argento all'aquila tirolese uscente dalla partizione; nel 2º interzato in fascia di nero, d'argento e di rosso)
Stemma di Achern (partito: nel 1º d'oro, all'aquila di nero, membrata e lampassata di rosso, uscente dalla partizione; nel 2º di rosso alla fascia d'argento)
Stemma di Ultimo (partito: nel 1º d'argento alla mezz'aquila armata ed imbeccata d'oro uscente dalla partizione; nel 2º di nero alla fascia d'argento)
Partito di rosso e d'argento, alla pila dell'uno nell'altro (stemma di Andriano)
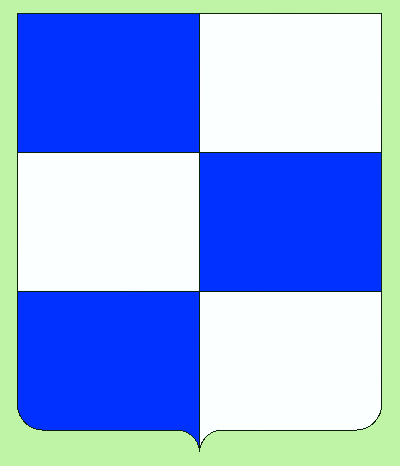
Partito d'azzurro e d'argento, alla fascia dall'uno all'altro
Aquila partita di nero e di rosso (Udanin, Polonia)
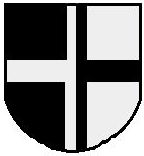
Partito di nero e d'argento, alla croce dell'uno all'altro
Stemma di Allein
Partito di cenerino e d'argento.
Partito cucito di rosso e di sanguigno.
Partito d'oro e d'azzurro.